# همینگفورد، کبک (بخش)
همینگفورد (به فرانسوی: Hemmingford) بخشی در منطقه شهری له ژاردن-دو-ناپیرویل ناحیه مونترژی در استان کبک کانادا است. در سرشماری سال ۲۰۱۱ این بخش ۱٬۷۳۵ نفر جمعیت داشته‌است و مساحت آن ۱۵۵٫۷۸ کیلومتر مربع است.